# Stephanos II. (Konstantinopel)
Stephanos II. war Patriarch von Konstantinopel (925–927/28).

## Leben
Stephanos war Metropolit von Amaseos. Am 29. Juni 925 wurde er zum Patriarchen von Konstantinopel ernannt. Johannes Skylitzes berichtete in seiner Chronik, Kaiser Romanos I. wollte seinen damals siebenjährigen Sohn Theophylaktos zum Patriarchen machen, wenn dieser das erforderliche Alter erreicht habe, und suchte einen Übergangskandidaten.
Stephanos wurde 928 (8. Oktober?) bei einem Friedensvertrag zwischen dem byzantinischen Kaiser und dem bulgarischen Zaren erwähnt. Am 19. Juli 927 (oder 15. Juli 928) starb er.